# Daniel Olmo Carvajal
Daniel «Dani» Olmo i Carvajal (Terrassa, 7 de maig de 1998) és un futbolista català que juga al FC Barcelona de la Lliga espanyola de futbol. Pot jugar d'extrem i de migcampista ofensiu. És internacional amb la selecció espanyola.
Després d'un període a La Masia, Olmo va fer el seu debut com a professional amb el Dinamo Zagreb a Croàcia el 2015. Va fer 124 aparicions en total amb el club, marcant 34 gols i guanyant la lliga cinc vegades i la Copa de futbol de Croàcia tres vegades. L'any 2020 es va unir a l'RB Leipzig, on va guanyar dues DFB-Pokal el 2022 i 2023, així com la Supercopa de la DFL 2023, on va marcar un hat-trick abans de retornar al Barça el 2024.
Olmo va guanyar el Campionat d'Europa de la UEFA 2019 amb la Selecció espanyola sub-21, i una medalla de plata al torneig olímpic 2020. Va fer el seu debut internacional sènior el 2019, i va formar part dels equips que van arribar a les semifinals de l'Campionat d'Europa de futbol 2020 i va guanyar la UEFA Nations League 2023. Va ser membre de la selecció espanyola que va guanyar l'Euro 2024, i va acabar com a màxim golejador del torneig.

## Carrera de club

### Primers anys
Olmo va arribar al planter del FC Barcelona als 9 anys, procedent del planter del RCD Espanyol.

### Dinamo de Zagreb
En un moviment sorprenent, va fitxar pel Dinamo de Zagreb el 31 de juliol de 2014, amb 16 anys. Va debutar amb el primer equip contra el Lokomotiva Zagreb el 7 de febrer de 2015, substituint al minut 76 a Paulo Machado en una victòria per 2-1 a casa. El 22 de setembre, va marcar el seu primer gol en una victòria per 7-1 al camp de l'Oštrc Zlatar a la primera ronda de la Copa.
El 22 d'agost del 2016, Olmo va signar un nou contracte de quatre anys. Va marcar tres gols en quatre partits en què l'equip va quedar subcampió de Copa, inclòs un en una derrota per 3-1 davant el NK Rijeka a la final del 31 de maig; quatre dies abans va marcar el seu primer gol en lliga a la victòria per 5-2 a casa davant el mateix equip -ja campió- a l'última jornada.
Olmo va donar l'assistència del tercer gol a Izet Hajrović i va marcar el quart en una victòria per 4-1 a l'Europa League contra el Fenerbahçe SK el 20 de setembre del 2018. El 17 de desembre, Olmo va ser nomenat millor jugador de la Prva HNL de 2018. Aquest mateix mes, va quedar onzè al premi Golden Boy de Tuttosport, per davant de jugadors com Kylian Mbappé i Josip Brekalo. El 14 de febrer de 2019, va marcar l'únic gol en un partit de vuitens de final de la Lliga Eruopea de la UEFA contra el Viktoria Plzeň, que va acabar amb derrota per 2-1. El 3 de juny, va ser nomenat millor jugador i millor jugador jove de la temporada 2018-19 de la Prva HNL.
El 18 de setembre de 2019, va debutar a la Lliga de Campions en una victòria per 4-0 a casa contra l'Atalanta. Va marcar el seu primer gol a la competició el 22 d'octubre en un empat 2-2 fora de casa contra l'Xakhtar Donetsk. Va marcar l'únic gol del Dinamo en una derrota per 1-4 a casa contra el Manchester City l'11 de desembre.

### RB Leipzig
El 25 de gener de 2020, Olmo va fitxar pel RB Leipzig de la Bundesliga, signant un contracte de quatre anys. Va debutar una setmana després, en un empat 2-2 amb el Borussia Mönchengladbach, entrant al minut 69 per Tyler Adams. El 4 de febrer va marcar l'únic gol de la derrota per 3-1 a la DFB-Pokal davant l'Eintracht de Frankfurt, després d'entrar al descans per Amadou Haidara.
Olmo va ser titular per primera vegada amb el Leipzig el 9 de febrer de 2020, en un partit contra l'Bayern Munic que va acabar en empat sense gols, sortint al minut 69 per Patrik Schick. El 12 de juny, va marcar els dos gols de la victòria per 2-0 contra el 1899 Hoffenheim. El 13 d'agost, va marcar el primer gol de la victòria per 2-1 contra l'Atlètic de Madrid a l'Estadi José Alvalade, en què el Leipzig va passar a semifinals de la Lliga de Campions per primera vegada a la història del club.
Olmo va jugar quatre partits en la victòria de l'RB Leipzig a la DFB-Pokal el 2021-22, marcant per concloure la victòria per 2-0 a casa contra el Hansa Rostock a vuitens de final el 19 de gener. Va ser suplent al minut 69 de Kevin Kampl a la final del 21 de maig, i va marcar en una victòria per penals després d'empatar 1-1 amb el SC Freiburg; mancant dos minuts per al final de la pròrroga, va patir una entrada de Nicolas Höfler a l'àrea i Kampl va ser expulsat des de la banqueta de suplents per reclamar un penal.
El 12 d'agost de 2023, Olmo va marcar un triplet a la DFL-Supercup contra el Bayern Munic, que va suposar els únics gols del partit.

### Retorn al FC Barcelona
El 9 d'agost del 2024, Olmo va tornar al seu club de jove, el FC Barcelona, amb què va signar un contracte de sis anys per un valor aproximat de 60 milions d'euros.
El 27 d'agost de 2024, després de perdre's els partits contra el València CF i l'Athletic Club per no poder ser inscrit per problemes de límit salarial de la lliga, Olmo va debutar, sortint de la banqueta per substituir Ferran Torres contra el Rayo Vallecano a la segona part i va marcar el gol de la victòria al minut 82, donant al seu club una victòria a domicili per 1–2. El 3 de novembre, després de tornar d'una lesió, Olmo va marcar el seu quart i cinquè gol en cinc partits amb el Barça en una victòria per 3-1 contra l'RCD Espanyol. El 26 de novembre, va marcar el seu primer gol a la Lliga de Campions de la UEFA amb el Barça en una victòria per 3-0 contra el Brest. A causa del fet que el Barça no el va registrar a ell i al seu company d'equip Pau Víctor a temps per al 2025, Olmo tenia l'opció de convertir-se en agent lliure i podia negociar amb qualsevol club. Posteriorment, el Consejo Superior de Deportes va aprovar la inscripció d'Olmo i Pau Víctor el 8 de gener de 2025, el que significa que ambdós jugadors podrien jugar al club a La Liga, Lliga de Campions de la UEFA, Copa del REi i la final de la Supercopa d'Espanya contra el Reial Madrid.
El 26 d'abril de 2025 va jugar com a titular en la final de la Copa del Rei 2024-25 que el Barça va guanyar al Madrid per 3-2, a l'Estadi de La Cartuja de Sevilla.

## Palmarès
GNK Dinamo Zagreb
- 5 Lligues croates: 2014-15, 2015-16, 2017-18, 2018-19, 2019-20
- 3 Copes croates: 2014-15, 2015-16, 2017-18
- 1 Supercopa croata: 2019

RB Leipzig
- 2 Copes alemanyes: 2021-22, 2022-23
- 1 Supercopa alemanya: 2023

FC Barcelona
- 1 Supercopa d'Espanya: 2025[43]
- 1 Copa del Rei: 2024–25[41][42]
- 1 Lliga espanyola: 2024-25

Selecció espanyola
- 1 Eurocopa: 2024[44]
- 1 Lliga de les Nacions de la UEFA: 2022-23[45]
- 1 Campionat d'Europa sub-21: 2019
- 1 Medalla d'argent en els Jocs Olímpics: 2020

## Vida personal
El pare d'Olmo, Miquel, és futbolista retirat. Com a davanter, va jugar professionalment per a equips de lligues inferiors. El germà gran de Dani, Carlos, també és futbolista i juga com a defensa; va passar diversos anys a Croàcia, amb el filial del Dinamo i també amb el Lokomotiva Zagreb. Olmo parla castellà, català, anglès, alemany i croat amb fluïdesa.